# Мікрофулфілмент
Мікрофулфілмент (англ. Micro-fulfillment) — це стратегія, яку використовують компанії електронної комерції, щоб задовольнити попит клієнтів на швидшу доставку та зменшити час отримання онлайн-покупок. Створивши менший, більш зручний — і часто автоматизований — склад для виконання замовлень поблизу розташування основної клієнтської бази, підприємства можуть значно скоротити час виконання замовлень та їх доставку. Ця форма логістики стала особливо популярною завдяки запуску служб доставки швидкого харчування, які упаковують замовлення своїх клієнтів протягом кількох хвилин з дуже невеликого складу і доставляють їх кінцевим споживачам в безпосередній близькості.

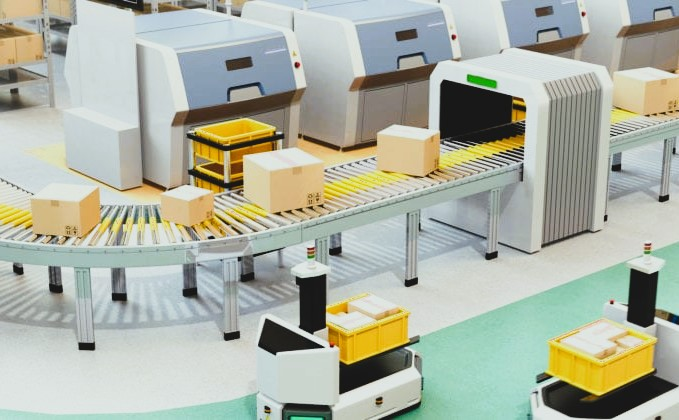
Модель мікрофулфілмент центру компанії DHL

Цей підхід спрямований на поєднання швидкості локалізованого самовивозу з магазину з ефективністю невеликих автоматизованих складів. Крім того, розміщення мікрофулфілмент центрів (Micro-fulfillment centers, MFC) у містах може значно скоротити відстань між замовленим продуктом і клієнтом, зробивши доставку «останньої милі» дешевшою та швидшою.

## Історія
Згідно з новими даними Індексу роздрібної торгівлі США від IBM, пандемія прискорила перехід від фізичних магазинів до цифрових покупок приблизно на п'ять років. Із зростанням електронної комерції та онлайн-замовлень почали зростати і очікування клієнтів. Сучасний споживач не хоче чекати своїх онлайн-покупок — він чекає швидкої доставки товару або переходить до конкурентів, які забезпечують швидке виконання замовлення.
Коли відбулося припинення роботи через пандемію, роздрібні продавці виявили, що вони зберігають запаси не на тому складі. У міру того, як онлайн-магазини різко зросли, клієнтам електронної комерції було важко знайти продукт, тоді як канал поповнення магазину не був налаштований для такого рівня електронної комерції.
Великі фулфілмент склади вже не можуть задовільнити потребу клієнтів у швидкій доставці «день у день». Ці централізовані складські центри розташовані переважно далеко від міста та мають додаткові витрати на транспортування разом із значно довшим часом доставки порівняно з очікуваннями споживачів, особливо в бакалійних магазинах і промисловості харчових продуктів і напоїв. Тим часом мережа менших за розміром автоматизованих складів у більшій кількості поруч із споживчими центрами, які можуть не тільки обробляти замовлення, але і пропонувати ширший спектр варіантів доставки (доставка додому, самовивіз із магазину, самовивіз з вулиці, доставка з шафки, доставка дронами, роботизованою технікою, тощо) набуває більшого значення та цінності.
Таким чином, мікрофулфілмент, який поєднує в собі ці складові, став відповіддю роздрібних торговців на виклики пандемії та стрімкий розвиток електронної комерції.

## Етимологія
Слово «fulfillment» походить від староанглійського слова fullfyllan - «наповнити» (кімнату, корабель і т. ін.), яке, у свою чергу, походить від слова full - «завершення» + fyllan — «задовольняти».
Його використовували з середини 13 ст. стосовно пророцтва (імовірно переклад лат. implere,adimplere). З середини 13 ст. як «зробити, виконати, завершити, привести в дію;» від c. 1300 як «завершити, наситити, задовольнити».
Складова «micro» походить від грецького mikros та означає «маленький», а у використанні як префікс — «надзвичайно малий».
Мікрофулфілмент — це новий термін, який ще не набув широкого використання, однак згадується все частіше.

## Автори
Двома основними початківцями у сфері застосувння мікрофулфілмент рішень для оптимізації логістики останньої милі є компанія Get Fabric, Inc. із стартапом CommonSense Robotics і компанія Takeoff Technologies, Inc. Обидві співпрацюють з продуктовими та іншими роздрібними торговцями, включаючи Albertsons, Stop & Shop, Sedano's та ізраїльську Super-Pharm, щоб надати поширенню технології мікрофулфілменту.
У своїх мікрофулфілмент центрах по всьому Ізраїлю, що розташовані близько до міських районів, компанія Get Fabric, Inc. започаткувала виокристання компактних роботів для виконання онлайн-замовлень та пропонує наразі автоматизовані мікрофулфілмент рішення представникам роздрібної торгівлі. Компанія побудувала один з перших мікрофулфілмент центрів у підземному просторі трикутної форми під хмарочосом у Тель-Авіві, Ізраїль. Саме їх стартап у цій сфері дав поштовх розвитку мікрофулфілмент складів.

## Сутність
Мікрофулфілмент передбачає використання невеликих, високоавтоматизованих складських приміщень поблизу кінцевого споживача, щоб зменшити вартість і час доставки товарів.
Мікрофулфілмент центри мають 2 основні компоненти: системи керування програмним забезпеченням, які обробляють онлайн-замовлення, і фізичну інфраструктуру, включаючи роботів, які вибирають предмети зі складських проходів і доставляють їх до пакувальників або безпосередньо до клієнта. Ці центри можуть допомогти заощадити на дорогій площі нерухомості завдяки компактному дизайну, який дозволяє встановлювати їх у таких місцях, як позаду існуючих супермаркетів, у гаражах, на стоянках і в підвалах.
В першу чергу необхідно відповідне приміщення, яке буде служити складом або брати на себе складські функції . Запаси цих складів повинні бути інтегровані в систему вищого рівня (ERP, WWS, OMS), щоб мати можливість відповідним чином виконувати онлайн-замовлення. Транспортування також має бути організовано відповідно до класичних постачальників послуг CEP або місцевих транспортних компаній/постачальників кур'єрських служб. Автоматизація певних етапів процесу та робочих процесів також має бути вирішена інакше, ніж у класичному великому фулфілмент центрі. З цих різних проблем можна виділити три типи мікрофулфілменту:
- Класичний мікрофулфілмент: типовий склад зі звичайними функціями, але в міському середовищі та в набагато меншому дизайні (набагато менше 2000 м²).
- Стаціонарний мікрофулфілмент: стаціонарні магазини інтегровані із функціями онлайн-магазинів або ринків, наприклад, де замовлення розміщуються та передаються в фулфілмент магазини поруч із клієнтом.
- Нано тип: також називається надшвидкою доставкою ; В основному використовується для харчових продуктів і ліків. У цьому типі постачальники володіють і контролюють весь процес і ланцюг поставок. Це може включати нерухомість, програмне забезпечення та парк кур'єрів, тобто від складування та (подальшої) обробки до фактичної доставки[5].

## Сучасне використання
Мікрофулфілмент центри можуть обслуговувати різні категорії роздрібної торгівлі, зокрема продуктові магазини, аптеки, товари загального призначення та універмаги, і в основному працюють за двома моделями.
У першому випадку центр розміщується позаду існуючого магазину й управляється безпосередньо продавцем. Особливо це стосується продуктових магазинів. Прикладом цього є створення Walmart MFC у своєму магазині в Салемі, штат Нью-Гемпшир, щоб запропонувати швидшу доставку онлайн-замовлень, розміщених поблизу.
У другій моделі, яка більше підходить для роздрібних торговців звичайними товарами, компанія створює окремий MFC і здає приміщення в цьому об'єкті різним роздрібним торговцям. MFC управляється компанією, яка його створила, а не окремим продавцем.
Мікрофулфілмент рішення має достатньо переваг для електронної комерції, що розвивається.
- Не багато брендів та компаній можуть дозволити собі відкрити величезний склад із персоналом і конвеєрними стрічками, сортувальними машинами та системою управління запасами. Мікрофулфілмент центри менші та дешевші для інтеграції у вже існуючі операції. Це значно менші початкові інвестиції та менш ризиковані зобов'язання, що робить їх більш доступними для малого бізнесу. Завдяки цьому їм набагато легше виходити на нові території та регіони в міру зростання.
- Мікрофулфілмент склади оптимальніше використовують простір, що дозволяє роздрібним торговцям утримувати більший обсяг продукції на квадратний фут, ніж це можливо на традиційному складі чи в магазині. Крім того, такі склади можуть обслуговувати одразу декілька брендів[7].
- Більшість мікроцентрів є високоавтоматизованими. Основний процес обробки замовлень часто виконується машинами. Це значно прискорює виконання замовлень, забезпечуючи відправку замовлень незабаром після їх отримання.
- Використовуючи мікрофулфілмент, компанії можуть покращити взаємодію з клієнтами завдяки швидшій доставці. Крім того, розташування пунктів доставки ближче до клієнтів дає змогу швидше здійснювати повернення, відшкодування та обмін, що підвищує задоволеність клієнтів. Багато мікроцентрів виконання функціонують як темні магазини[en], де клієнти можуть забрати свої замовлення на місці, не чекаючи доставки. У результаті компанії можуть ще більше покращити взаємодію з клієнтами, пропонуючи різноманітні варіанти доставки та самовивозу.
- Використання стратегічно розташованого мікрофулфілмент центру прискорює виконання завдань «останньої милі», оскільки товари зберігаються ближче до споживачів. Самовивіз і доставка відбуваються швидше, замовлення можна доставити протягом кількох годин після розміщення.

Мікрофулфілмент не існує у вакуумі. Пов'язані тенденції, зокрема міські магазини малого формату та автономна доставка «останньої милі», також набувають популярності.
Взажмодіючі з останніми тенденціями в логістиці, мікрофулфілмент стратегія може знаходити відображення в наступному:
- Магазини малого формату. Мікрофулфілмент центри можна було б розмістити в міських магазинах невеликого формату, популярним завдяки роздрібним торговцям, таким як Kohl's і Target.
- Автономна доставка на останню милю. Стартапи, що займаються мікрофулфілментом, можуть співпрацювати з автономними компаніями з доставки «останньої милі», щоб створити (здебільшого) вільний від людей ланцюг розподілу.
- CPG стратегія.  Бренди можуть використовувати технологію мікрофулфілменту як ще один спосіб обійти роздрібних торговців і продавати безпосередньо споживачам.